# Paranyctimene raptor
Paranyctimene raptor (Tate, 1942) è un pipistrello appartenente alla famiglia degli Pteropodidi, endemico della Nuova Guinea.

## Descrizione

### Dimensioni
Pipistrello di medio-piccole dimensioni, con lunghezza dell'avambraccio tra 48 e 58 mm, la lunghezza della testa e del corpo tra 63 e 94 mm, la lunghezza della coda tra 17 e 23,4 mm, un peso fino a 33 g e un'apertura alare fino a 37,4 cm.

### Aspetto
Le parti dorsali sono bruno-grigiastre, più scure sulla nuca, i fianchi e la groppa, mentre le parti ventrali sono giallo-brunastre chiare. È privo di bande dorsali. Il muso è largo, elevato e grigio-brunastro. Le orecchie sono larghe ed arrotondate. Le membrane alari e la pelle intorno agli occhi sono verdastre, mentre sono presenti diverse macchie chiare e scure sulle ali e sulle narici. L'iride è color ambra, gli artigli sono marrone scuri, La coda è corta con l'estremità nerastra, mentre l'uropatagio è ridotto ad una sottile membrana lungo la parte interna degli arti inferiori. Il calcar è rudimentale.

## Biologia

### Comportamento
Si rifugia solitariamente nella densa vegetazione. Entra in uno stato di torpore durante il giorno.

### Alimentazione
Si nutrono di frutti di specie native di Ficus e della specie introdotta di Piper aduncum.

### Riproduzione
Sono state osservate femmine gravide tra gennaio e marzo, in allattamento a maggio e giovani indipendenti tra luglio e agosto. Danno alla luce un piccolo all'anno.

## Distribuzione e habitat
Questa specie è diffusa in Nuova Guinea, Waigeo e Salawati.
Vive nelle foreste tropicali umide primarie e secondarie, nei giardini e nelle paludi fino a 1.200 metri di altitudine.

## Conservazione
Sebbene ci sia molta confusione sull'areale e la densità della popolazione dovuto alla contemporanea presenza di P. tenax, dalla quale è praticamente indistinguibile esternamente, la IUCN Red List classifica P. raptor come specie a rischio minimo (Least Concern)).